# Cycas macrocarpa
Cycas macrocarpa — вид голонасінних рослин класу саговникоподібні (Cycadopsida).
Етимологія: від грецького makros — «великий», і karpos — фрукт.

## Опис
Стовбури деревовиді, 12 м у висоту. Листки темно-зелені, дуже блискучі, завдовжки 220–320 см. Пилкові шишки яйцеподібні, помаранчеві, довжиною 16–22 см, 9–12 см діаметром. Мегаспорофіли 10–33 см завдовжки, коричнево-повстяні. Насіння довгасте, 45–65 мм, 35–45 мм завширшки; саркотеста жовта, не вкрита нальотом або злегка вкрита нальотом, 3–5 мм завтовшки.

## Поширення, екологія
Країни поширення: Малайзія (півострів Малайзія); Таїланд. Вид спочатку ріс у первинних низьких закритих лісах (дощових), на добре дренованих, часто з ухилом, глибоких піщаних глинистих суглинкових ґрунтах, і, як кажуть, все ще зустрічаються на менш порушених гірських хребтах.

## Загрози та охорона
Цьому вид був нанесений значний збиток через руйнування середовища проживання для сільського господарства, і це триває досі.